# Stambolovo (ort)
Stambolovo (bulgariska: Стамболово) är en ort i Bulgarien.   Den ligger i kommunen Obsjtina Stambolovo och regionen Chaskovo, i den centrala delen av landet, 220 km sydost om huvudstaden Sofia. Stambolovo ligger 309 meter över havet och antalet invånare är 610.
Terrängen runt Stambolovo är platt åt nordost, men åt sydväst är den kuperad. Terrängen runt Stambolovo sluttar norrut. Runt Stambolovo är det ganska glesbefolkat, med 38 invånare per kvadratkilometer.. Det finns inga andra samhällen i närheten.
Trakten runt Stambolovo består till största delen av jordbruksmark.